# Joachim Maass
Joachim Maass (1901 - 1972) var en tysk författare. Hans bror Edgar Maass var också författare. "Ett testamente" och "Fallet Gouffée" är skildringar av kriminalfall. "Ett testamente" är inspirerat av Dostojevskij och tar upp ondskans orsaker.

## Böcker översatta till svenska
- Den oåterkalleliga tiden, 1937 (Die unwiederbringliche Zeit 1935)
- Ett testamente, 1941 (Ein Testament 1939)
- Fallet Gouffé, 1962 (Der Fall Gouffé 1952)